# Raivo Puusepp
Pour les articles homonymes, voir Puusepp.
Raivo Puusepp (né le 21 mars 1960) est un architecte estonien,.

## Biographie
En 1983, Raivo Puusepp sort diplômé de  l'Académie estonienne des arts.
En 1992, il fonde le cabinet d'architecte Raivo Puusepp OÜ.

## Ouvrages
- 1997, Passage WW, Tallinn
- 1999, Siège de la Skandinaviska Enskilda Banken à  Tallinn[3]
- 2000, Caserne de pompiers de Põltsamaa[4]
- 2004, Paradis de la santé, Pärnu
- 2005, Centre  commercial de Tartu, Tartu[5]
- 2009, Centre Solaris, Tallinn[6]
- 2009, Centre  commercial Sikupilli, Tallinn
- 2011, Bâtiment de l'administration de Lasnamäe

## Galerie

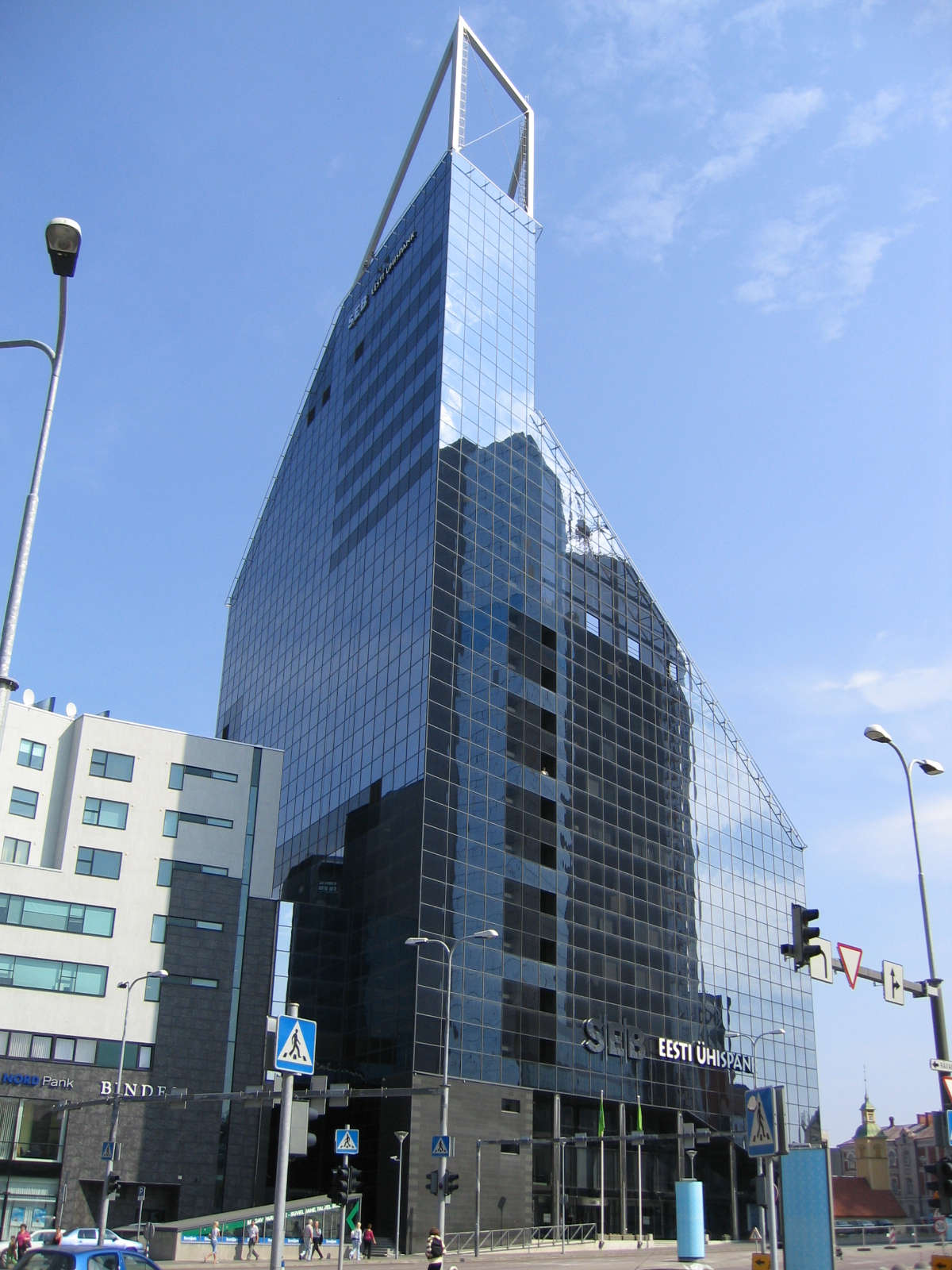
Siège de la SEB à  Tallinn
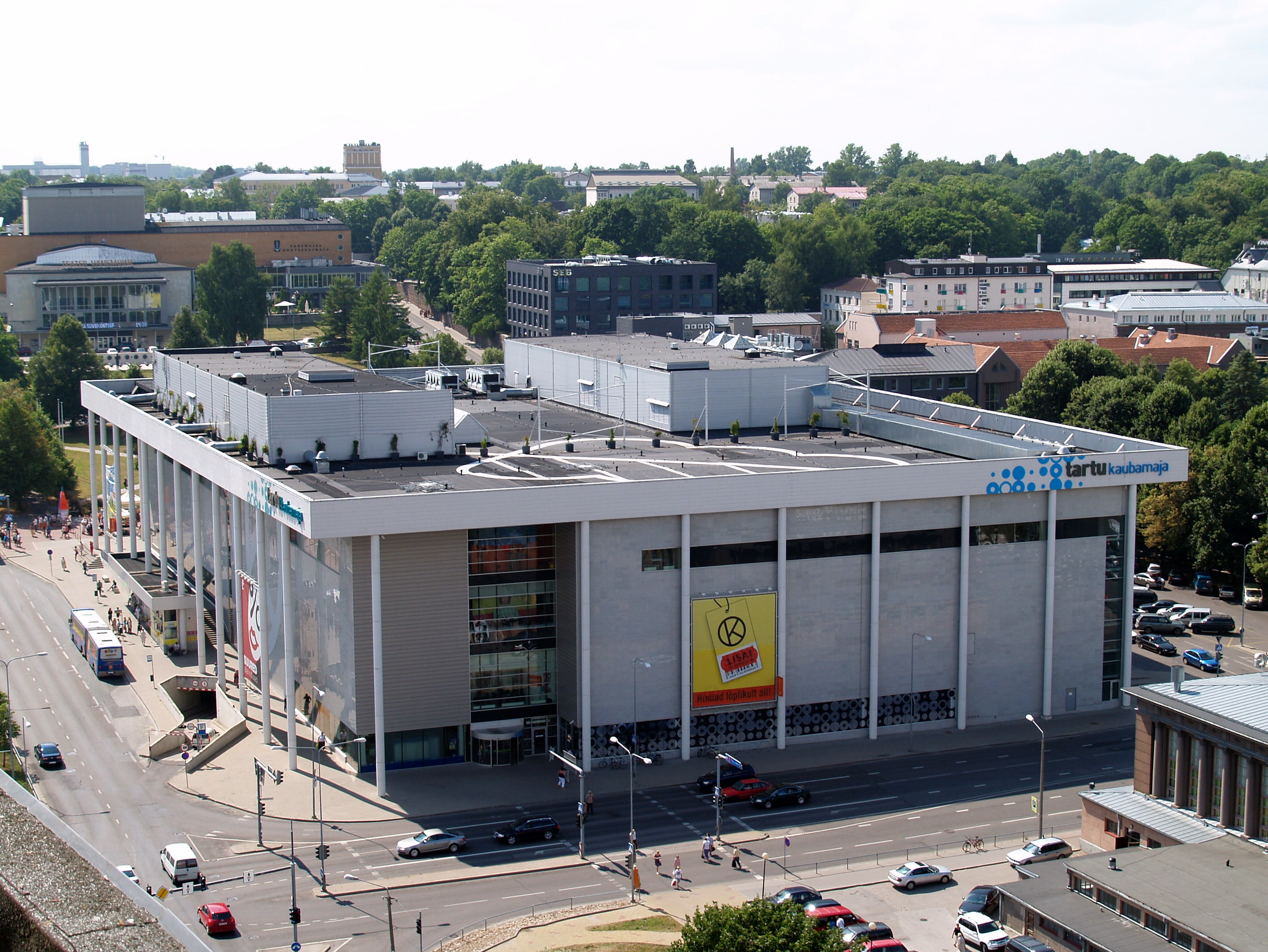
Centre  commercial de Tartu
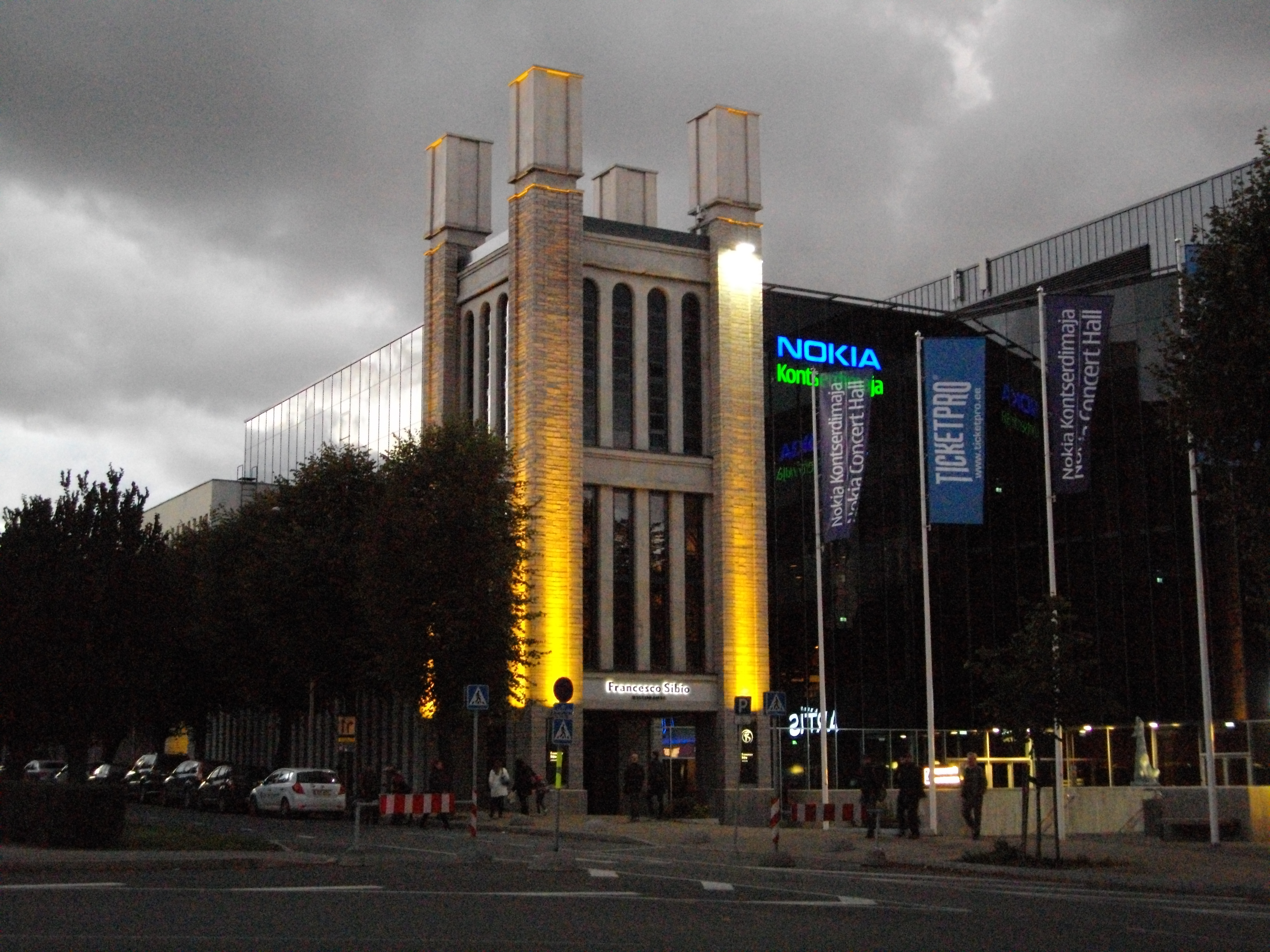
Centre Solaris, Tallinn
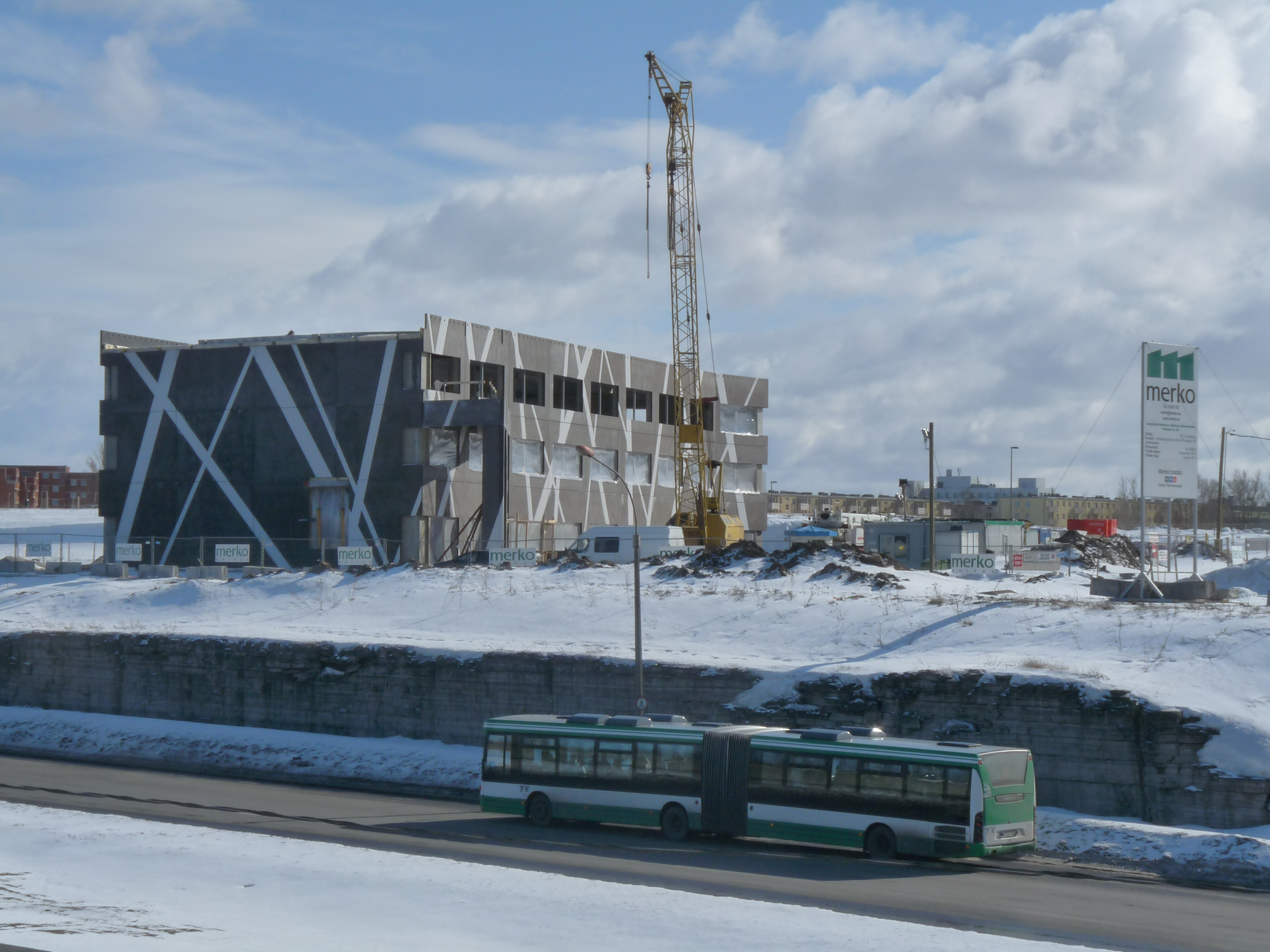
Centre  administratif, Lasnamäe, Tallinn

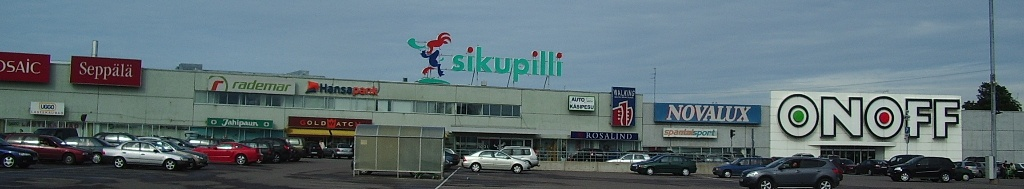
Centre Sikupilli